# Ammià Marcel·lí
Ammià Marcel·lí o Amià Marcel·lí (llatí: Ammianus Marcellinus) va ser un militar i historiador romà del segle iv, el darrer ciutadà que va escriure una història profana en llatí, Res Gestae,  que relata la història de Roma des de l'ascens al tron de l'emperador Nerva l'any 96 fins a la mort de Valent a la batalla d'Adrianòpolis l'any 378. Només es conserven les seccions que cobreixen el període comprès entre el 353 i el 378.

## Biografia

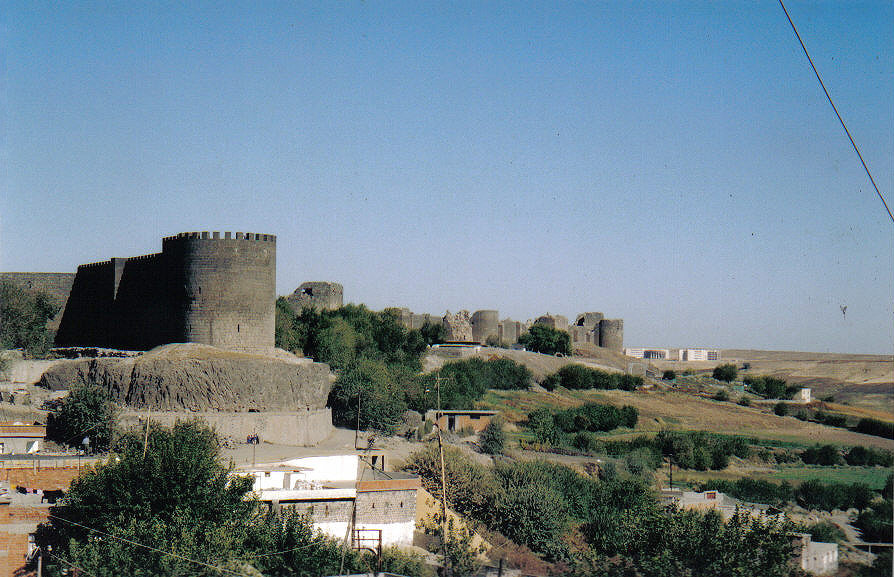
Muralles d'Amida, construïdes en temps de Constanci Clor, abans del setge que va viure Ammià Marcel·lí

Ammià era grec de naixement i nadiu d'Antioquia de Síria. De jove, va ser soldat i admès entre els protectores domestici, fet que prova que era de família distingida, ja que aquest cos només admetia joves nobles. Va estar al servei del general Ursicí (un dels més destacats generals de Constanci Clor), al qual va acompanyar en la campanya de l'any 350 per aplacar les revoltes dels jueus. El 354 va anar a la Gàl·lia seguint Ursicí, que va combatre a Silvà, acusat d'autoproclamar-se emperador. Resolt el conflicte, va tornar a l'Orient. En una ocasió que estava separat de la companyia d'Ursicí, es va refugiar a la ciutat d'Amida i just en aquell moment la ciutat va ser assetjada pel rei sassànida Sapor II. Va escapar amb vida pels pèls i sembla que llavors va deixar el servei del general definitivament, en el període de la desgràcia d'Ursicí, abans del 360.
Després, va acompanyar l'emperador Julià l'Apòstata en la seva campanya contra els alamans i els sassànides. Va formar part de la retirada de Jovià. Era a Antioquia el 371 quan es va descobrir un complot de Teodor, el secretari de l'emperador, contra Valent i va ser testimoni de les tortures infligides als conspiradors. Llavors es va establir a Roma on va escriure la seva història.
No se sap quan va morir, però va ser després del 390, ja que la seva història parla del consolat de Neoterius, que ho va ser aquell any.

## L'ambient religiós
Generalment, se l'ha descrit com un pagà que era tolerant amb els cristians. Segons Marcel·lí, el cristianisme era una religió senzilla que només demanava allò que era just i moderat. Quan condemnava les accions d'alguns cristians no ho feia per motiu de la seva fe sinó pels seus delictes. El període històric que li va tocar viure va estar marcat per llargs brots de violència sectària i dogmàtica de la nova fe permesa per l'estat, sovint amb conseqüències violentes (especialment l'arrianisme) i aquests conflictes de vegades semblaven indignes d'ell, tot i que era un territori en el qual no podia arriscar-se a anar molt lluny en la crítica, a causa de les connexions polítiques creixents i volàtils entre l'Església i el poder imperial. Així i tot, no va ser insensible a les faltes d'uns i d'altres, i en la seva Res Gestae va comentar que: «Cap bèstia salvatge és tan mortífera per als humans com molts cristians ho són entre ells.» També va criticar l'emperador Julià per estar massa aferrat als sacrificis pagans i pel seu edicte que prohibia als cristians dedicar-se a l'ensenyament.

## Res Gestae

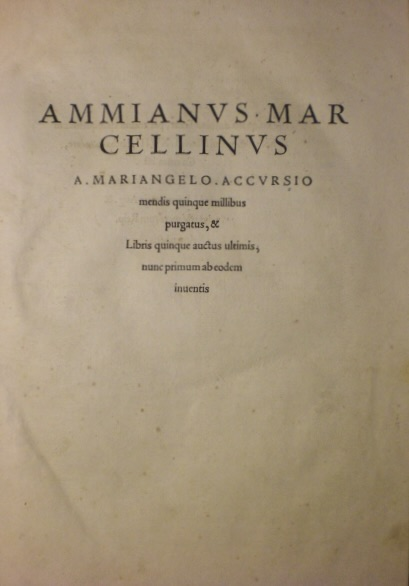
Pàgina del títol de l'editio princeps de 1533 dels llibres XXVII–XXXI de les Res gestae, la primera edició completa dels llibres supervivents

Mentre vivia a Roma a la dècada del 380, Ammià va escriure una història llatina de l'Imperi Romà des de l'ascens de Nerva (96) fins a la mort de Valent a la batalla d'Adrianòpolis (378), escrivint en efecte una continuació de la història de Tàcit. El 16/22/12, lloa el Serapeum d'Alexandria a Egipte com la glòria de l'Imperi, per la qual cosa la seva obra es va completar presumiblement abans de la destrucció d'aquell edifici l'any 391.
L'obra d'Ammià, Res Gestae, comença amb la pujada al tron de Nerva l'any 96, i arriba fins a la mort de Valent el 378, i això fa que sigui la continuació a l'obra de l'historiador Tàcit.
Les Res gestae (Rerum gestarum libri XXXI) estaven compostes originalment per trenta-un llibres, però els primers tretze s'han perdut. L'historiador T. D. Barnes argumenta que l'original en realitat constava de trenta-sis llibres, cosa que, si fos correcte, significaria que s'han perdut divuit llibres.. Els divuit llibres que es conserven, que cobreixen el període comprès entre el 353 i el 378, constitueixen la base de la comprensió moderna de la història de l'Imperi Romà del segle IV. Són lloats com un relat clar, complet i generalment imparcial dels esdeveniments fet per un contemporani; com molts historiadors antics, però, Ammià no era imparcial, tot i que expressa la intenció de ser-ho i tenia forts prejudicis morals i religiosos. Tot i que els seus primers biògrafs el van criticar per la seva manca de mèrit literari, de fet era força hàbil en retòrica, cosa que ha qüestionat significativament la veracitat d'algunes de les Res gestae.
Els divuit que han sobreviscut cobreixen el període que va de l'any 353 al 378. Són uns textos de gran valor històric. Els fets que narren s'exposen de manera clara, comprensiva i, en general, imparcial, des del punt de vista d'un cronista que els va viure de prop. Igual que altres historiadors antics, Marcel·lí va tenir una agenda política i religiosa molt ocupada, cosa que va aprofitar per a poder narrar la història amb més detall; a més, era expert en retòrica i això es nota quan expressa el contrast entre els governs de Constanci II i Julià l'Apòstata. La seva obra ha patit considerablement a causa de la transmissió de manuscrits. A part de la pèrdua dels primers tretze llibres, els divuit restants són en molts llocs corruptes i amb llacunes. L'únic manuscrit supervivent del qual deriven gairebé tots els altres és un text carolingi del segle IX, lat. Vaticà. 1873 (V), produït a Fulda a partir d'un exemplar insular. L'única font textual independent d'Ammià es troba a Fragmenta Marbugensia (M), un altre còdex franc del segle IX que va ser desmuntat per proporcionar cobertes per a llibres de comptes durant el segle xv. Només es conserven sis fulls de M; tanmateix, abans que aquest manuscrit fos desmantellat, l'abat de Hersfeld va prestar el manuscrit a Sigismund Gelenius, que el va utilitzar per preparar el text de la segona edició de Froben (G). Les dates i la relació entre V i M van ser durant molt de temps controvertides fins al 1936, quan RP Robinson va demostrar de manera persuasiva que V havia estat copiat de M. Com resumeix LD Reynolds, "M és, doncs, un fragment de l'arquetip; els símptomes d'un prearquetip insular són evidents".
El pas de manuscrit a la forma impresa només va anar una mica més bé. L'edició prínceps va sortir el 1474, impresa a Roma per Georg Sachsel i Bartholomaeus Golsch; es deia que s'havia fet a partir de la pitjor còpia i finalitzava de manera abrupta amb el llibre 26. En la següent impressió (Bolonya, 1517), els editors van omplir els buits amb conjectures. A Basilea, el 1518 se'n va fer una altra edició, copiada de la del 1474. No va ser fins al 1533 que els darrers cinc llibres no es van afegir a la impressió, la qual va encarregar Silvanus Otmar i va ser editada per Mariangelus Accursius. La primera impressió de l'època moderna, la va fer C. U. Clark (Berlín, 1910-1913).

## Crítica
L'historiador britànic Edward Gibbon va opinar sobre Res Gestae dient que era «una guia acurada i fidedigna», ja que l'autor havia escrit la història del seu temps sense deixar-se emportar pels prejudicis i passions que normalment afecten els historiadors que són contemporanis als fet que narren. D'altra banda, també va criticar Marcel·lí per la seva manca d'estil literari: «La ploma seca i indistingible d'Ammià ha delineat les xifres sanguinàries amb precisió tediosa i desagradable». L'historiador austríac Ernst Stein va lloar Marcel·lí dient que era «el major geni literari que el món ha produït entre Tàcit i Dant».
Segons Kimberly Kagan, els seus relats de les batalles posen èmfasi en el que estaven experimentant els soldats, però a costa d'ignorar la visió global dels fets. Com a resultat d'això, es fa difícil per al lector entendre el perquè de les batalles que descriu i l'abast de les seves conseqüències.
L'historiador austríac Ernst Stein va lloar Ammià com "el geni literari més gran que el món va produir entre Tàcit i Dante ".
A banda dels esdeveniments bèl·lics, a la Res Gestae es pot trobar una descripció detallada d'un tsunami que va afectar la costa est de la Mediterrània i va devastar la metròpoli d'Alexandria, el 21 de juliol del 365. La seva crònica descriu totes les seqüències del fenomen, la retirada de les aigües del mar i la sobtada ona gegant.